# Kylo Ren

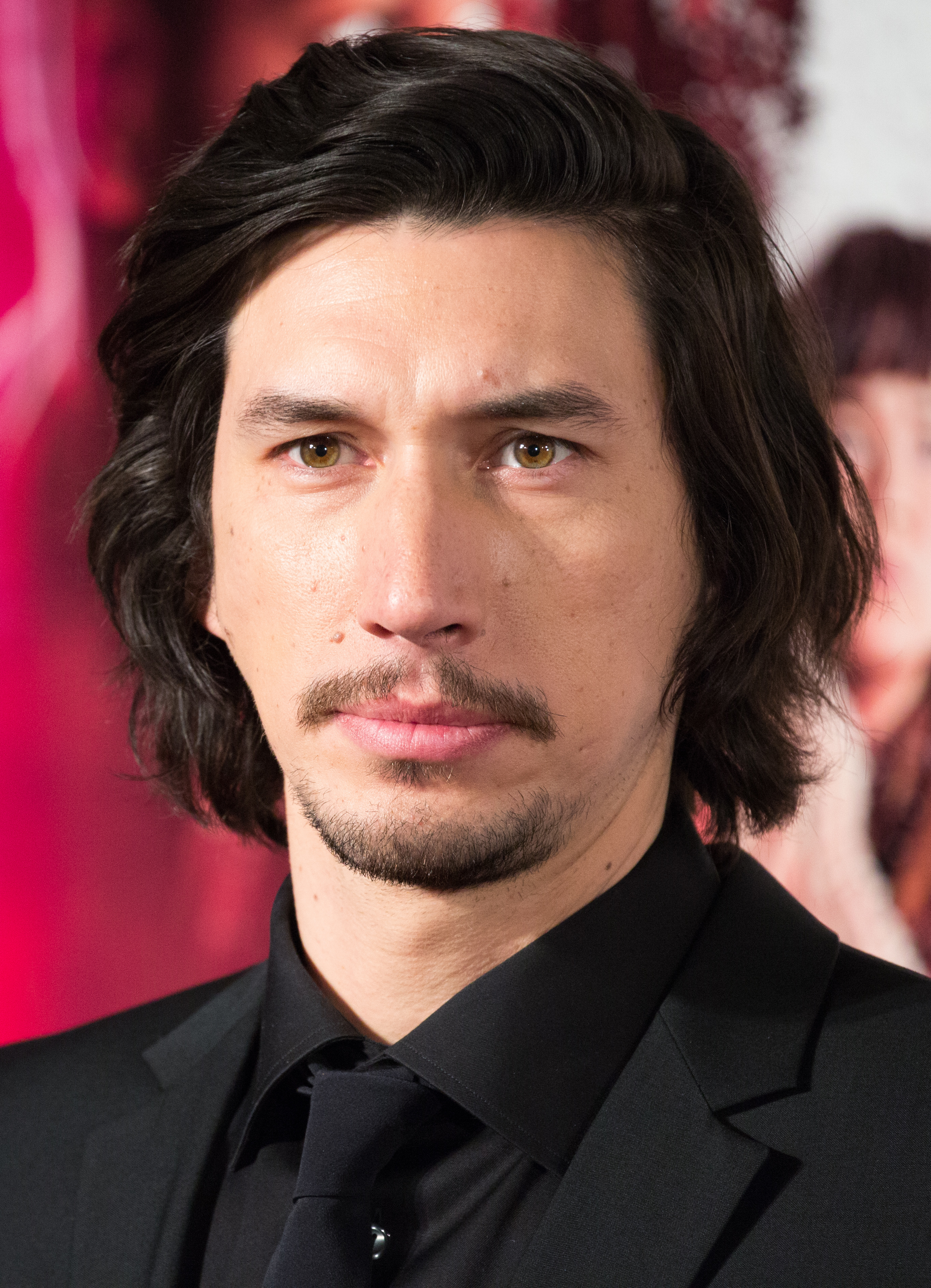
Adam Driver speelt Kylo Ren

Kylo Ren, geboren als Ben Solo, is een personage uit de negendelige filmserie Star Wars. Hij is de zoon van Han Solo en Leia Organa. Hij volgde een Jedi-opleiding, maar liet zich verleiden tot de Duistere Kant en nam de naam Kylo Ren aan. Hij was voor het eerst te zien in Star Wars: Episode VII: The Force Awakens uit 2015.

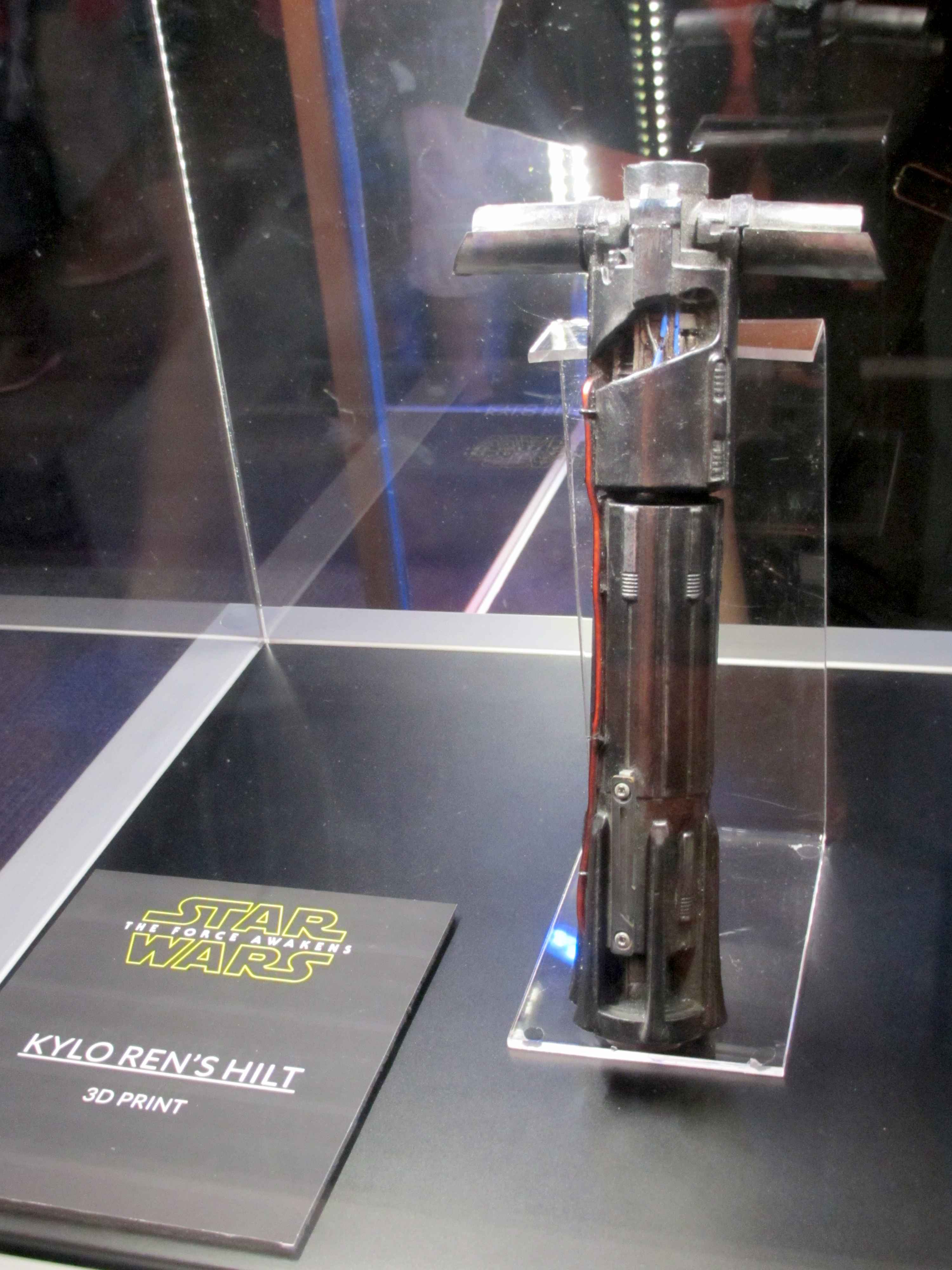
Kylo Rens veelbesproken lichtzwaard

## Biografie

### Episode VII: The Force Awakens
Ben werd geboren als de zoon van Han Solo en Leia Organa. Hij werd door zijn oom Luke Skywalker opgeleid tot Jedi. Tijdens zijn opleiding liet hij zich echter door Opperste Leider Snoke verleiden tot de Duistere Kant. Als gevolg vermoordde hij de overige leerlingen van de Jedi-academie van Luke. Hij raakte geobsedeerd door zijn grootvader, Darth Vader, en sloot zich aan bij de Knights of Ren, waarna hij de naam Kylo Ren aannam. Als een gevolg van zijn overstap naar de Duistere Kant verdween Luke en gingen zijn ouders uit elkaar. Zijn vader Han Solo werd opnieuw een smokkelaar terwijl zijn moeder Leia een functie opnam in de Nieuwe Republiek.
Als commandant van de First Order probeert hij te achterhalen waar Luke zich verborgen houdt. Hij spoort Poe Dameron op om een kaart met de locatie van Luke te bemachtigen en ontdekt dat de droid BB-8 in het bezit is van de kaart. De droid weet te ontsnappen dankzij de hulp van Rey en later ook Finn. Wanneer Kylo Ren vervolgens Rey gijzelt om de locatie van Luke te weten te komen, ontdekt hij dat zij eveneens over De Kracht beschikt. Rey weet te ontsnappen en botst op Starkiller Base tegen Han Solo en Finn, die op weg waren om haar te redden. Vervolgens stapt Han op zijn zoon af. Hij probeert hem te overtuigen om terug naar huis te komen. Kylo Ren lijkt zich even te laten overhalen door zijn vader, maar doodt hem dan met zijn lichtzwaard. Chewbacca verwondt daarop Kylo Ren met een kruisboog.
Nadien gaat Finn de strijd aan met Kylo Ren. Hij gebruikt het oude lichtzwaard van Luke Skywalker om hem te verslaan, maar verliest de strijd. Terwijl Finn gewond op de grond ligt, neemt Rey het lichtzwaard op om Kylo Ren te verslaan. Ze verwondt hem nog meer en ze gebruikt dan De Kracht om hem te overmeesteren, waarna de twee van elkaar gescheiden worden door een kloof in de grond.

### Episode VIII: The Last Jedi
Het innerlijke conflict van Ren zet zich voort in The Last Jedi, vooral door zijn gesprekken met Rey, met wie hij contact maakt via de Force. Rey leert van Luke waarom Ben Solo zich tot de duistere kant wendde: Luke had een visioen gezien van de vernietiging die Ben zou veroorzaken en kwam even in de verleiding om hem in zijn slaap te doden; toen Ben wakker werd om Luke te zien met zijn lichtzwaard getrokken, keerde hij zich tegen zijn oom en vernietigde blijkbaar de Jedi-tempel. Rey gelooft dat er nog steeds goeds in Ren zit en besluit hem terug te brengen naar de lichte kant.
Ondertussen wordt Ren door Snoke verweten dat hij Rey niet heeft verslagen, en Ren probeert zichzelf te bewijzen door een aanval op een verzetsschip te leiden. Hij aarzelt om het te vernietigen nadat hij de aanwezigheid van zijn moeder heeft gevoeld, maar zijn wingmen vernietigen de scheepsbrug, waarbij Leia bijna om het leven komt.
Bij aankomst van Rey, vangt Ren haar en brengt haar naar Snoke, die haar martelt en dan aan Ren de opdracht geeft om haar te doden. In plaats van te gehoorzamen, gebruikt Ren de Force om het lichtzwaard van Luke te ontsteken dat Snoke aan zijn zijde heeft hangen. Met dit zwaard lukt het Ren om Snoke in tweeën te snijden, om vervolgens de koninklijke wacht van Snoke te verslaan met de hulp van Rey. Nadat de bewakers zijn gedood, onthult Ren aan Rey zijn doel om een nieuwe orde in de melkweg te creëren, los van de erfenissen die door Snoke en Luke zijn gecreëerd, en hij smeekt Rey om zich bij hem aan te sluiten. Hij laat haar erkennen dat haar ouders haar in de steek hebben gelaten en vertelt haar dat hij, ondanks dat ze een niemand is die uit het niets komt, echt om haar geeft. Rey aarzelt en weigert dan om zich bij hem aan te sluiten, zich realiserend dat Ren niet terug zal keren naar de Lichte Kant; de twee worstelen kort over Anakin's lichtzwaard met gebruikmaking van de Force, wat er toe leidt dat het wapen in tweeën breekt en beide strijders bewusteloos raken.
Nadat Rey is ontsnapt, geeft Ren haar de schuld voor de moord op Snoke. Hij gebruikt de Force om admiraal Hux te wurgen totdat hij Ren erkent als de nieuwe Opperste Leider van de Eerste Orde, en hij beveelt zijn troepen om de Verzetsbasis op Crait aan te vallen. Wanneer Luke tijdens de aanval verschijnt, beveelt Ren zijn mannen om op hem te schieten, maar zonder resultaat; Luke blijft staan en onthult dat hij alleen aanwezig is als een Force-projectie en dient als een afleiding om het Verzet te laten ontsnappen aan de Eerste Orde. Nadat Luke is verdwenen bestormt de First Order de basis, maar het Verzet is al geëvacueerd. Ren deelt een laatste blik met Rey door de Force voordat Rey de deur naar de Millennium Falcon dichtslaat en ontsnapt met het Verzet.

### Episode IX: The Rise of Skywalker
Kylo Ren heeft op Mustafar de Sith Wayfinder gevonden om naar Exegol te reizen, waar een uit de dood herrezen Keizer Palpatine nog blijkt te leven door middel van een machine. Hij belooft Ren een nieuw Keizerrijk, als Ren Rey zal doden. Ren stemt in en gaat op zoek naar Rey.
Tijdens een gevecht stuurt Leia een signaal uit naar Kylo Ren, die afgeleid wordt waardoor Rey hem kan steken. Leia sterft. Rey, die door heeft dat Leia een signaal heeft gestuurd geneest Kylo Ren, of beter Ben, waarna ze hem vertelt dat ze met hem mee zou zijn gegaan, de vorige keer dat hij vroeg om mee te gaan. Ben, die in gedachten verzonken zijn lightsaber weggooit, komt terug bij zijn positieven. Als de Rebellen aankomen op Exegol ontstaat er een gevecht waarbij Rey oog in oog komt te staan met haar grootvader Palpatine en met een naar de Light Side bekeerde Ben Solo wil Rey haar grootvader verslaan, maar Palpatine is sterker dan ze dacht. Na stemmen te hebben gehoord van overleden Jedi kan Rey Palpatine verslaan en ze sterft daarna, maar Ben redt haar leven en na een kus sterft Ben.

## Stamboom Skywalkerfamilie
Stamboom van de familie Skywalker in de officiële filmreeks:
| Cliegg Lars    | Cliegg Lars    | Cliegg Lars    | Cliegg Lars    | Cliegg Lars    | Cliegg Lars    |  |  | Shmi Skywalker   | Shmi Skywalker   | Shmi Skywalker   | Shmi Skywalker   | Shmi Skywalker   | Shmi Skywalker   |          |          |               |               |               |               |               |               |             |             |             |             |             |             |             |             |  |  |  |  |  |  |  |  |
| Cliegg Lars    | Cliegg Lars    | Cliegg Lars    | Cliegg Lars    | Cliegg Lars    | Cliegg Lars    |  |  | Shmi Skywalker   | Shmi Skywalker   | Shmi Skywalker   | Shmi Skywalker   | Shmi Skywalker   | Shmi Skywalker   |          |          |               |               |               |               |               |               |             |             |             |             |             |             |             |             |  |  |  |  |  |  |  |  |
|                |                |                |                |                |                |  |  |                  |                  |                  |                  |                  |                  |          |          |               |               |               |               |               |               |             |             |             |             |             |             |             |             |  |  |  |  |  |  |  |  |
| Owen Lars      | Owen Lars      | Owen Lars      | Owen Lars      | Owen Lars      | Owen Lars      |  |  | Anakin Skywalker | Anakin Skywalker | Anakin Skywalker | Anakin Skywalker | Anakin Skywalker | Anakin Skywalker |          |          | Padmé Amidala | Padmé Amidala | Padmé Amidala | Padmé Amidala | Padmé Amidala | Padmé Amidala |             |             | Bail Organa | Bail Organa | Bail Organa | Bail Organa | Bail Organa | Bail Organa |  |  |  |  |  |  |  |  |
| Owen Lars      | Owen Lars      | Owen Lars      | Owen Lars      | Owen Lars      | Owen Lars      |  |  | Anakin Skywalker | Anakin Skywalker | Anakin Skywalker | Anakin Skywalker | Anakin Skywalker | Anakin Skywalker |          |          | Padmé Amidala | Padmé Amidala | Padmé Amidala | Padmé Amidala | Padmé Amidala | Padmé Amidala |             |             | Bail Organa | Bail Organa | Bail Organa | Bail Organa | Bail Organa | Bail Organa |  |  |  |  |  |  |  |  |
|                |                |                |                |                |                |  |  |                  |                  |                  |                  |                  |                  |          |          |               |               |               |               |               |               |             |             |             |             |             |             |             |             |  |  |  |  |  |  |  |  |
|                |                |                |                |                |                |  |  |                  |                  |                  |                  |                  |                  |          |          |               |               |               |               |               |               |             |             |             |             |             |             |             |             |  |  |  |  |  |  |  |  |
| Luke Skywalker | Luke Skywalker | Luke Skywalker | Luke Skywalker | Luke Skywalker | Luke Skywalker |  |  |                  |                  |                  |                  |                  |                  | Han Solo | Han Solo | Han Solo      | Han Solo      | Han Solo      | Han Solo      |               |               | Leia Organa | Leia Organa | Leia Organa | Leia Organa | Leia Organa | Leia Organa |             |             |  |  |  |  |  |  |  |  |
| Luke Skywalker | Luke Skywalker | Luke Skywalker | Luke Skywalker | Luke Skywalker | Luke Skywalker |  |  |                  |                  |                  |                  |                  |                  | Han Solo | Han Solo | Han Solo      | Han Solo      | Han Solo      | Han Solo      |               |               | Leia Organa | Leia Organa | Leia Organa | Leia Organa | Leia Organa | Leia Organa |             |             |  |  |  |  |  |  |  |  |
|                |                |                |                |                |                |  |  |                  |                  |                  |                  |                  |                  |          |          |               |               |               |               |               |               |             |             |             |             |             |             |             |             |  |  |  |  |  |  |  |  |
|                |                |                |                |                |                |  |  |                  |                  |                  |                  |                  |                  |          |          |               |               | Ben Solo      |               |               |               |             |             |             |             |             |             |             |             |  |  |  |  |  |  |  |  |